# Zófimo Consiglieri Pedroso
Zófimo Consiglieri Pedroso (Lisboa, 1851-Sintra, 1910) fue un profesor, folclorista e historiador portugués.

## Biografía
Nació el 10 de marzo de 1851 en Lisboa. Director y profesor del Curso Superior de Letras, fue presidente de la Sociedad de Geografía de Lisboa. Impartió conferencias y fue autor de varias obras como As grandes épocas da Historia, Tradições populares portuguesas y Contribuições para um Cancioneiro e romanceiro popular português, entre otros estudios de mitología y folclore. Falleció en 1910, el día 3 de septiembre, en Sintra.